# Bilugali, Nanjangud
Bilugali là một làng thuộc tehsil Nanjangud, huyện Mysore, bang Karnataka, Ấn Độ.